# Самарщина
Самарщина (укр. Самарщина) — село,
Бродщинский сельский совет,
Кобелякский район,
Полтавская область,
Украина.
Код КОАТУУ — 5321880405. Население по переписи 2001 года составляло 246 человек.

## Географическое положение
Село Самарщина находится на расстоянии в 1,5 км от сёл Ивановка и Павловка.
К селу примыкает большое болото.